# Komsomolskij (rejon mamontowski)
Komsomolskij (ros. Комсомольский) – osiedle w Rosji, w Kraju Ałtajskim, w rejonie mamontowskim. W 2010 liczyło 1145 mieszkańców.